# Klein St. Veit (Gemeinde Feldkirchen in Kärnten)
Klein St. Veit ist eine Katastralgemeinde und eine Ortschaft der Stadtgemeinde Feldkirchen in Kärnten in Österreich. Die Ortschaft Klein St. Veit hat 131 Einwohner (Stand 2025).
Klein St. Veit liegt am westlichen Ausläufer des Freudenbergs, im Westen liegt der Maltschacher See, im Süden der Tigringer See und im Norden das Glantal und die Simonhöhe.

## Kultur, Sehenswürdigkeiten
Die von einem Friedhof umgebene Pfarrkirche Hl. Veit wurde urkundlich 1136 erstmals erwähnt, als eigenständige Pfarre zwischen 1260 und 1269. Der heutige Kirchenbau ist im Kern gotisch und stammt aus dem 14. Jahrhundert. In der ersten Hälfte des 19. Jahrhunderts wurde er nach Westen verlängert. Der Kirche angeschlossen ist ein zweigeschoßiger, barocker Pfarrhof mit mächtigem Ziergitterstadl. In der Kirche befindet sich eine Orgel des Orgelbauers Anton Müller.
Die Kirche steht unter Denkmalschutz (Listeneintrag), ebenso der Pfarrhof (Listeneintrag).

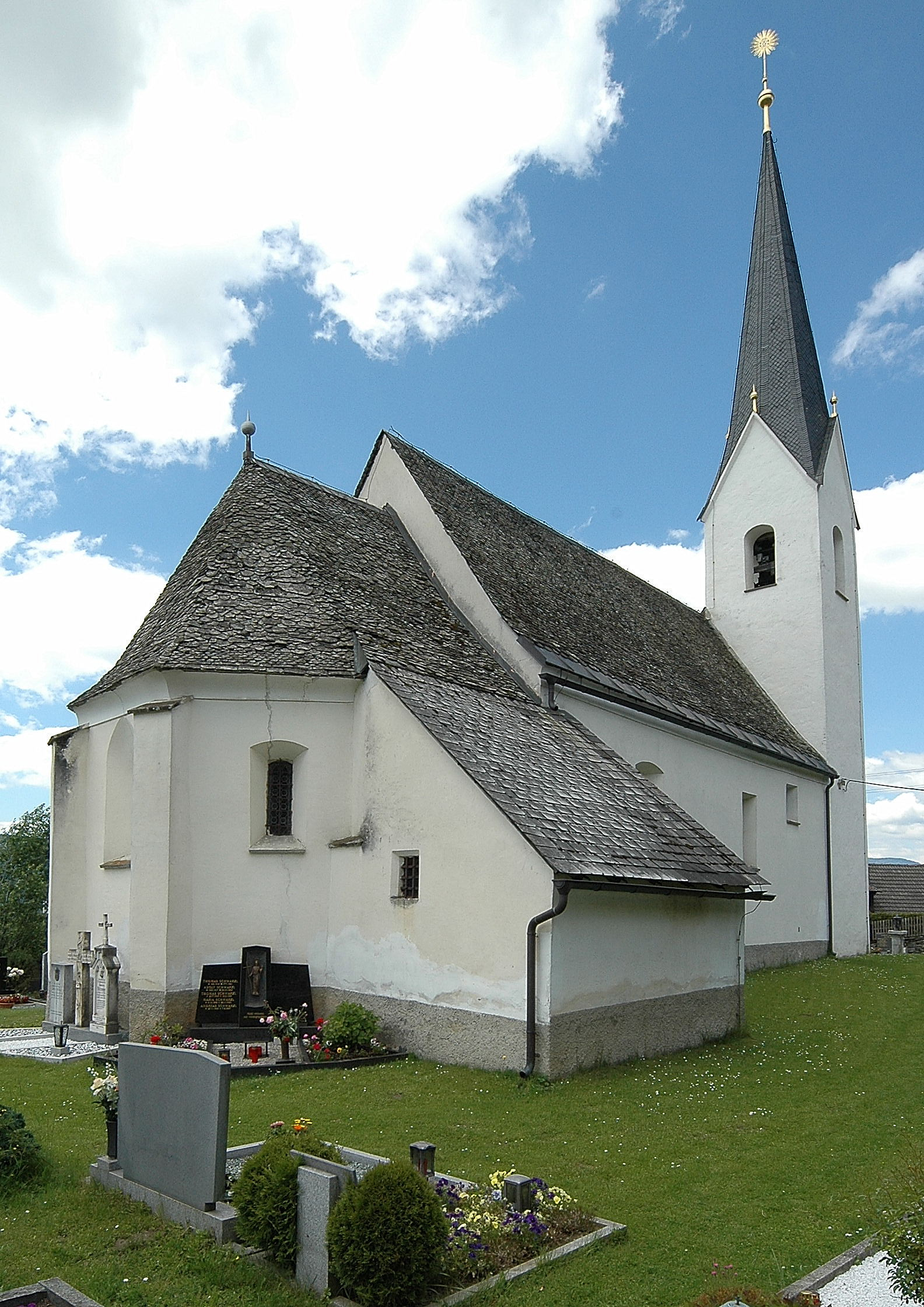
Kirche in Klein St. Veit
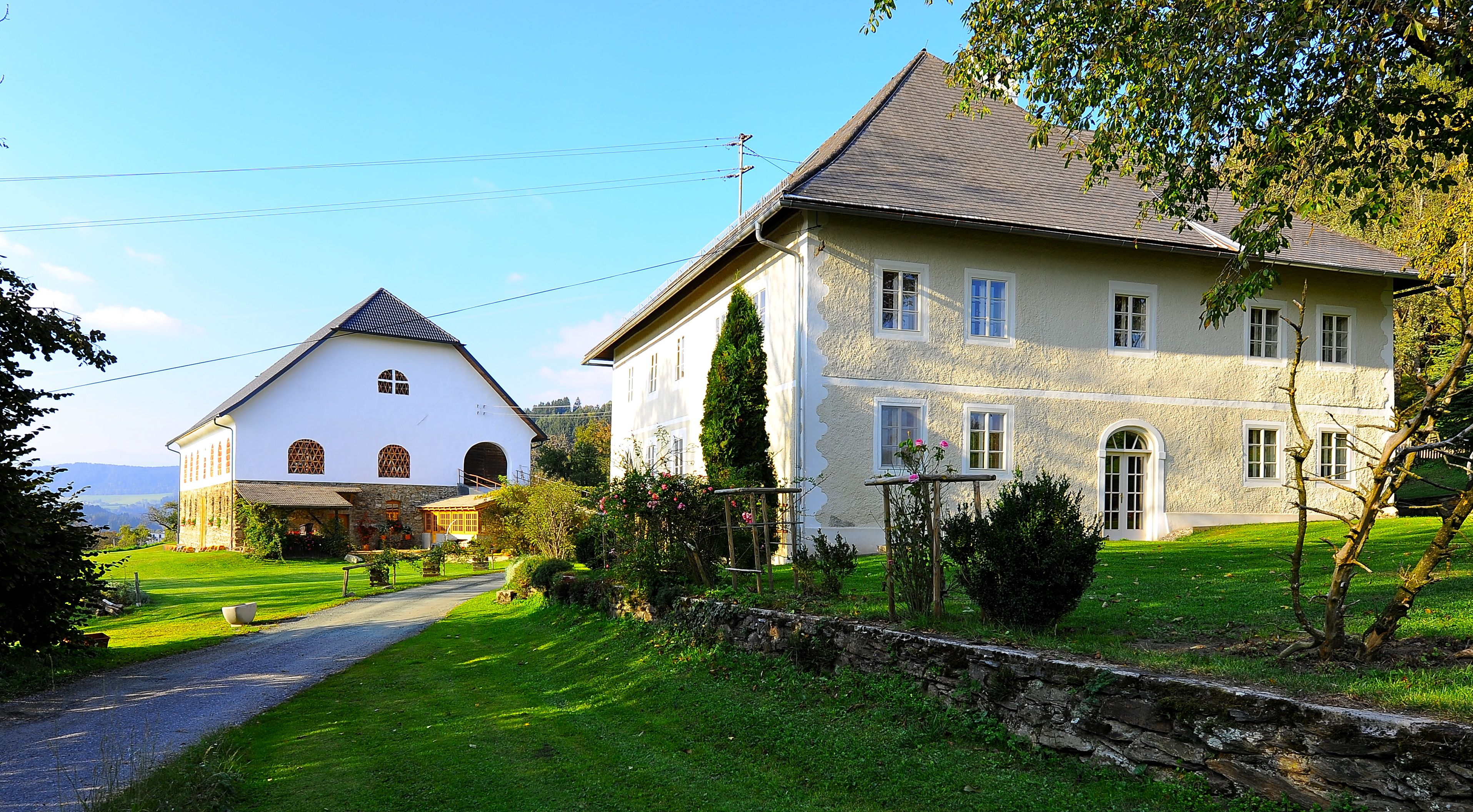
Pfarrhof mit Ziergitterstadl